# Tir à l'arc aux Jeux olympiques d'été de 2004
Navigation
Sydney 2000 Pékin 2008
les épreuves de tir à l'arc des Jeux olympiques d'été de 2004 se sont déroulées sur le stade qui accueillit en 1896 les Iers Jeux olympiques de l'ère moderne : le stade panathénaïque. Le stade, souvent appelé Kallimármaro, est un site remarquable des premiers Jeux olympiques.
L'équipe coréenne a remporté trois des quatre médailles d'or. Quatre records olympiques et plusieurs autres records du monde ont été battus lors de ces jeux, malgré les mauvaises conditions météorologiques pendant les tours préliminaires de la compétition.

## Participation

### Participants
43 pays participent aux événements de tir à l'arc. Le tableau suivant présente les nations participantes, le nombre d'athlètes engagés est indiqué entre parenthèses.
- Afrique du Sud (1)
- Allemagne (4)
- Australie (6)
- Biélorussie (2)
- Bhoutan (2)
- Bulgarie (1)
- Canada (2)
- Chine (5)
- Corée du Sud (6)
- Cuba (1)
- Danemark (1)
- Égypte (4)
- Espagne (2)
- États-Unis (6)
- Fidji (1)
- Finlande (1)
- France (6)
- Géorgie (2)
- Grande-Bretagne (4)
- Grèce (6)
- Inde (6)
- Indonésie (2)
- Italie (4)
- Japon (6)
- Kazakhstan (3)
- Laos (1)
- Luxembourg (1)
- Malaisie (1)
- Mauritanie (1)
- Mexique (3)
- Myanmar (1)
- Pays-Bas (3)
- Nouvelle-Zélande (1)
- Philippines (1)
- Pologne (4)
- Russie (5)
- Salvador (1)
- Suède (3)
- Tadjikistan (1)
- Taipei chinois (6)
- Tonga (1)
- Turquie (4)
- Ukraine (6)

## Site des compétitions

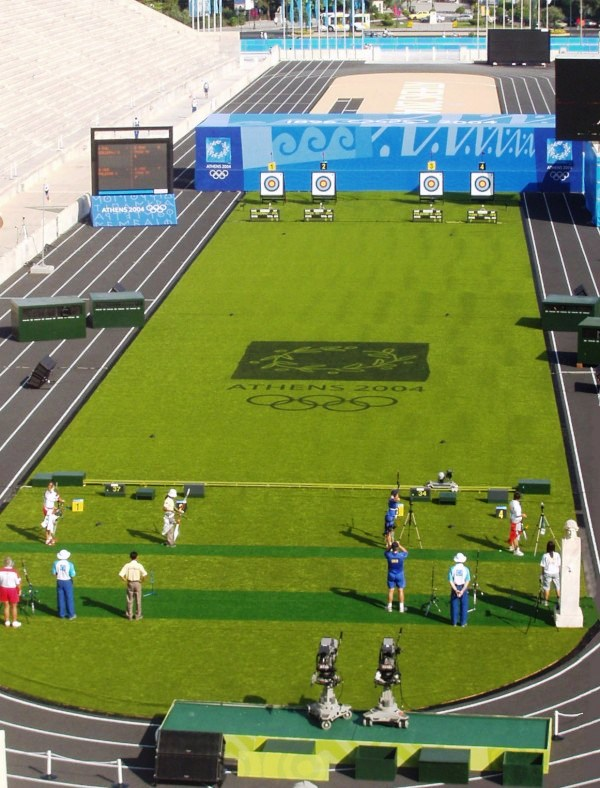
Compétition de tir à l'arc dans le stade panathénaïque.

À la demande de James Easton, président de la Fédération de tir à l'arc international, les compétitions de tir à l'arc ont eu lieu dans le stade historique, il espérait ainsi que son histoire et sa beauté naturelle aurait attiré le public et mis en lumière le tir à l'arc.
Laurence Godfrey, quatrième finaliste de l'épreuve individuelle hommes, a fait remarquer que le stade inspirait la fierté, tandis que l'Américain Vic Wunderle a parlé pour la plupart des archers en disant : « C'est un grand honneur et un privilège d'être en mesure de concourir à l'intérieur du Stade olympique de 1896. ».

## Faits marquants
- 12 août : La première journée a été marquée par trois records du monde de la part des Coréens, en épreuve individuelle hommes, femmes et en épreuve par équipes femmes.

## Podiums

### Hommes
| Épreuve     | Or                                                   | Argent                                                      | Bronze                                                |
| ----------- | ---------------------------------------------------- | ----------------------------------------------------------- | ----------------------------------------------------- |
| Individuel  | Marco Galiazzo (ITA)                                 | Hiroshi Yamamoto (JPN)                                      | Tim Cuddihy (AUS)                                     |
| Par équipes | Corée du Sud Im Dong-hyun Jang Yong-ho Park Kyung-mo | Taipei chinois Chen Szu-yuan Liu Ming-huang Wang Cheng-pang | Ukraine Dmytro Hrachov Viktor Ruban Oleksandr Serdyuk |

### Femmes
| Épreuve     | Or                                                  | Argent                                | Bronze                                           |
| ----------- | --------------------------------------------------- | ------------------------------------- | ------------------------------------------------ |
| Individuel  | Park Sung-Hyun (KOR)                                | Lee Sung-jin (KOR)                    | Alison Williamson (GBR)                          |
| Par équipes | Corée du Sud Lee Sung-jin Park Sung-hyun Yun Mi-jin | Chine He Ying Lin Sang Zhang Juanjuan | Taipei chinois Chen Li-ju Wu Hui-ju Yuan Shu-chi |

## Tableau des médailles
La Corée du Sud a continué sa domination sur le sport, remportant trois des quatre médailles d'or et une d'argent. Marco Galiazzo a remporté la compétition individuelle masculine, faisant gagner la première médaille d'or à l'Italie au tir à l'arc olympique, bloquant la tentative de Hiroshi Yamamoto de gagner la médaille d'or au Japon. Taipei chinois, qui n'avait jamais gagné une médaille en tir à l'arc, a remporté une médaille d'argent et une de bronze.
| Rang  | Nation          | Or | Argent | Bronze | Total |
| ----- | --------------- | -- | ------ | ------ | ----- |
| 1     | Corée du Sud    | 3  | 1      | 0      | 4     |
| 2     | Italie          | 1  | 0      | 0      | 1     |
| 3     | Taipei chinois  | 0  | 1      | 1      | 2     |
| 4     | Japon           | 0  | 1      | 0      | 1     |
| 4     | Chine           | 0  | 1      | 0      | 1     |
| 6     | Australie       | 0  | 0      | 1      | 1     |
| 6     | Grande-Bretagne | 0  | 0      | 1      | 1     |
| 6     | Ukraine         | 0  | 0      | 1      | 1     |
| Total | Total           | 4  | 4      | 4      | 12    |

## Épreuve individuelle hommes

### Podium
| Médaille | Médaille d'or, Jeux olympiques | Médaille d'argent, Jeux olympiques | Médaille de bronze, Jeux olympiques |
| -------- | ------------------------------ | ---------------------------------- | ----------------------------------- |
| Archer   | Marco Galiazzo                 | Hiroshi Yamamoto                   | Tim Cuddihy                         |
| Pays     | Italie                         | Japon                              | Australie                           |

### Trente-deuxièmes de finale
(Lundi 16 août)
| Vainqueur               | Points Vainqueur | Points Perdant | Perdant                   |
| ----------------------- | ---------------- | -------------- | ------------------------- |
| Dong Hyun Im            | 152              | 109            | Yehya Bundhun             |
| Alexandros Karageorgiou | 147              | 143            | Tarundeep Rai             |
| Satyadev Prasad         | 155              | 150            | Yuji Hamano               |
| Ron Van der Hoff        | 145              | 135            | Butch Johnson             |
| Hiroshi Yamamoto        | 155              | 147            | Franck Fisseux            |
| Michele Frangilli       | 153              | 141            | Lockoneco Lockoneco       |
| Oleksandr Serdyuk       | 164              | 141            | Felipe Lopez              |
| Hasse Pavia Lind        | 158              | 110            | Esam Sayed                |
| Yong Ho Jang            | 162              | 131            | Apostolos Nanos           |
| Takaharu Furukawa       | 146              | 143            | Fujun Yong                |
| Michael Frankenberg     | 140              | 135            | Dmitry Nevmerzhitskiy     |
| Tim Cuddihy             | 148              | 127            | Thomas Naglieri           |
| Tashi Peljor            | 161              | 136            | Jocelyn De Grandis        |
| Anton Prylepav          | 141              | 137            | Simon Fairweather         |
| Stanislav Zabrodskiy    | 145              | 141            | Pieter Custers            |
| Kyung Mo Park           | 154              | 138            | Rob Elder                 |
| Marco Galiazzo          | 156              | 122            | Sifa Taumoepeau           |
| Juan René Serrano       | 148              | 138            | Eduardo Avelino Magana    |
| Ilario Di Buo           | 151              | 146            | Mattias Eriksson          |
| Wietse Van Alten        | 152              | 151            | Ricardo Merlos            |
| Ming Huang Liu          | 148              | 145            | Ken Uprichard             |
| Vic Wunderle            | 145              | 128            | Majhi Sawaiyan            |
| Haifeng Xue             | 162              | 153            | Jorge Pablo Chapoy        |
| Dmytro Hrachov          | 154              | 128            | Maged Youssef             |
| Balzhinima Tsyrempilov  | 148              | 133            | Georgios Kalogiannidis    |
| Jonas Andersson         | 160              | 151            | David Barnes              |
| Yavor Hristov           | 133              | 132            | Jacek Proc                |
| Chen Szu-yuan           | 136              | 132            | Jeff Henckels             |
| Viktor Ruban            | 157              | 140            | Jonathan Ohayon           |
| Cheng Pang Wang         | 159              | 144            | John Magera               |
| Laurence Godfrey        | 157              | 155            | Hasan Orbay               |
| Magnus Petersson        | 158              | 95             | Phoutlamphay Thiamphasone |

### Seizièmes de finale
(Mardi 17 août)
| Vainqueur              | Points Vainqueur | Points Perdant | Perdant                 |
| ---------------------- | ---------------- | -------------- | ----------------------- |
| Dong Hyun Im           | 171              | 159            | Alexandros Karageorgiou |
| Satyadev Prasad        | 158              | 155            | Ron Van der Hoff        |
| Hiroshi Yamamoto       | 162              | 154            | Michele Frangilli       |
| Oleksandr Serdyuk      | 165              | 164            | Hasse Pavia Lind        |
| Yong Ho Jang           | 166              | 163            | Takaharu Furukawa       |
| Tim Cuddihy            | 164              | 163            | Michael Frankenberg     |
| Anton Prylepav         | 155              | 152            | Tashi Peljor            |
| Kyung Mo Park          | 164 (10, 10)     | 164 (10, 9)    | Stanislav Zabrodskiy    |
| Marco Galiazzo         | 164              | 163            | Juan Rene Serrano       |
| Ilario Di Buo          | 164              | 160            | Wietse Van Alten        |
| Vic Wunderle           | 164              | 160            | Ming Huang Liu          |
| Haifeng Xue            | 162              | 161            | Dmytro Hrachov          |
| Balzhinima Tsyrempilov | 162              | 160            | Jonas Andersson         |
| Szu Yuan Chen          | 170              | 159            | Yavor Hristov           |
| Viktor Ruban           | 167 (9)          | 167 (8)        | Cheng Pang Wang         |
| Laurence Godfrey       | 163              | 162            | Magnus Petersson        |

### Huitièmes de finale
(Jeudi 19 août)
| Vainqueur        | Points Vainqueur | Points Perdant | Perdant                |
| ---------------- | ---------------- | -------------- | ---------------------- |
| Dong Hyun Im     | 167              | 165            | Satyadev Prasad        |
| Hiroshi Yamamoto | 168              | 160            | Oleksandr Serdyuk      |
| Yong Ho Jang     | 166              | 165            | Tim Cuddihy            |
| Kyung Mo Park    | 173              | 166            | Anton Prylepav         |
| Marco Galiazzo   | 162              | 155            | Ilario Di Buo          |
| Szu Yuan Chen    | 169              | 161            | Balzhinima Tsyrempilov |
| Laurence Godfrey | 167              | 162            | Viktor Ruban           |

### Quarts de finale
(Jeudi 19 août)
| Vainqueur        | Points Vainqueur | Points Perdant | Perdant       |
| ---------------- | ---------------- | -------------- | ------------- |
| Hiroshi Yamamoto | 111              | 110            | Dong Hyun Im  |
| Tim Cuddihy      | 112              | 111            | Kyung Mo Park |
| Marco Galiazzo   | 109              | 108            | Vic Wunderle  |
| Laurence Godfrey | 110              | 108            | Szu Yuan Chen |

### Demi-finales
(Jeudi 19 août)
| Vainqueur        | Points Vainqueur | Points Perdant | Perdant          |
| ---------------- | ---------------- | -------------- | ---------------- |
| Hiroshi Yamamoto | 115 (10)         | 115 (9)        | Tim Cuddihy      |
| Marco Galiazzo   | 110              | 108            | Laurence Godfrey |

### Match pour la3eplace
(Jeudi 19 août)
| Vainqueur   | Points Vainqueur | Points Perdant | Perdant          |
| ----------- | ---------------- | -------------- | ---------------- |
| Tim Cuddihy | 113              | 112            | Laurence Godfrey |

### Finale
(Jeudi 19 août)
| Vainqueur      | Points Vainqueur | Points Perdant | Perdant          |
| -------------- | ---------------- | -------------- | ---------------- |
| Marco Galiazzo | 111              | 109            | Hiroshi Yamamoto |

## Épreuve individuelle femmes

### Podium
| Médaille | Médaille d'or, Jeux olympiques | Médaille d'argent, Jeux olympiques | Médaille de bronze, Jeux olympiques |
| -------- | ------------------------------ | ---------------------------------- | ----------------------------------- |
| Archère  | Park Sung-hyun                 | Lee Sung-jin                       | Alison Williamson                   |
| Pays     | Corée du Sud                   | Corée du Sud                       | Royaume-Uni                         |

### Trente-deuxièmes de finale
(Dimanche 15 août)
| Vainqueur               | Points Vainqueur | Points Perdant | Perdant               |
| ----------------------- | ---------------- | -------------- | --------------------- |
| Sung Hyun Park          | 154              | 102            | May Mansour           |
| Natalia Bolotova        | 154              | 143            | Mon Redee Sut Txi     |
| Naomi Folkard           | 139              | 128            | Olga Pilipova         |
| Mari Piuva              | 136              | 133            | Natalia Nasaridze     |
| Jasmin Figueroa         | 132              | 130            | Natalia Valeeva       |
| Khatuna Narimanidze     | 148              | 132            | Almudena Gallardo     |
| Zekiye Keskin Satir     | 135 (10)         | 135 (7)        | Wiebke Nulle          |
| Evangelía Psárra        | 138              | 116            | Jo-Ann Galbraith      |
| Juanjuan Zhang          | 135              | 122            | Aurore Trayan         |
| Iwona Marcinkiewicz     | 119              | 106            | Yukari Kawasaki       |
| Alison Williamson       | 147              | 121            | Janet Dykman          |
| Sayoko Kawauchi         | 137              | 129            | Nataliya Burdeyna     |
| Kirstin Jean Lewis      | 141              | 131            | Dola Banerjee         |
| Sumangala Sharma        | 142              | 133            | Li Ju Chen            |
| Melissa Jennison        | 132              | 121            | Stephanie Arnold      |
| Ying He                 | 141              | 130            | Helen Palmer          |
| Mi Jin Yun              | 162              | 155            | Hanna Karasiova       |
| Sayami Matsushita       | 165              | 157            | Alexandra Fouace      |
| Jennifer Nichols        | 160              | 141            | Rina Dewi Puspitasari |
| Tetyana Berezhna        | 160              | 156            | Fotini Vavatsi        |
| Tshering Chhoden        | 159              | 156            | Sang Lin              |
| Reena Kumari            | 153              | 149            | Kristine Esebua       |
| Malgorzata Sobieraj     | 151 (9,9,9)      | 151 (9,9,7)    | Thin Khaing Thin      |
| Shu Chi Yuan            | 162              | 158            | Kateryna Palekha      |
| Justyna Mospinek        | 162              | 145            | Maydenia Sarduy       |
| Viktoriya Beloslydtseva | 150              | 145            | Deonne Bridger        |
| Anja Hitzler            | 163              | 152            | Damla Gunay           |
| Hui Ju Wu               | 156              | 142            | Narguis Nabieva       |
| Margarita Galinovskaya  | 153              | 136            | Elena Dostay          |
| Cornelia Pfohl          | 146              | 128            | Marie-Pier Beaudet    |
| Elpida Romantzi         | 151              | 143            | Bérengère Schuh       |
| Sung Jin Lee            | 164              | 127            | Lamia Bahnasawy       |

### Seizièmes de finale
(Mardi 17 août)
| Vainqueur              | Points Vainqueur | Points Perdant | Perdant                 |
| ---------------------- | ---------------- | -------------- | ----------------------- |
| Sung Hyun Park         | 165              | 148            | Natalia Bolotova        |
| Naomi Folkard          | 156              | 151            | Mari Piuva              |
| Almudena Gallardo      | 152              | 150            | Jasmin Figueroa         |
| Evangelía Psárra       | 163              | 161            | Zekiye Keskin Satir     |
| Juanjuan Zhang         | 166              | 157            | Iwona Marcinkiewicz     |
| Alison Williamson      | 154              | 150            | Sayoko Kawauchi         |
| Kirstin Jean Lewis     | 157              | 153            | Sumangala Sharma        |
| Ying He                | 158 (9)          | 158 (8)        | Melissa Jennison        |
| Mi Jin Yun             | 173              | 149            | Sayami Matsushit        |
| Jennifer Nichols       | 163              | 160            | Tetyana Berezhna        |
| Reena Kumari           | 134 (7)          | 134 (4)        | Tshering Chhoden        |
| Shu Chi Yuan           | 158              | 149            | Malgorzata Sobieraj     |
| Justyna Mospinek       | 163              | 155            | Viktoriya Beloslydtseva |
| Hui Ju Wu              | 156 (9)          | 156 (8)        | Anja Hitzler            |
| Margarita Galinovskaya | 158              | 156            | Cornelia Pfohl          |
| Sung Jin Lee           | 166              | 146            | Elpida Romantzi         |

### Huitièmes de finale
(Mercredi 18 août)
| Vainqueur         | Points Vainqueur | Points Perdant | Perdant                |
| ----------------- | ---------------- | -------------- | ---------------------- |
| Sung Hyun Park    | 171              | 159            | Naomi Folkard          |
| Evangelía Psárra  | 160              | 152            | Almudena Gallardo      |
| Alison Williamson | 165              | 161            | Juanjuan Zhang         |
| Ying He           | 156              | 142            | Kirstin Jean Lewis     |
| Mi Jin Yun        | 168              | 162            | Jennifer Nichols       |
| Shu Chi Yuan      | 166              | 148            | Reena Kumari           |
| Hui Ju Wu         | 160              | 151            | Justyna Mospinek       |
| Sung Jin Lee      | 165              | 154            | Margarita Galinovskaya |

### Quarts de finale
(Mercredi 18 août)
| Vainqueur         | Points Vainqueur | Points Perdant | Perdant          |
| ----------------- | ---------------- | -------------- | ---------------- |
| Sung Hyun Park    | 111              | 101            | Evangelía Psárra |
| Alison Williamson | 109              | 89             | Ying He          |
| Shu Chi Yuan      | 107              | 105            | Mi Jin Yun       |
| Sung Jin Lee      | 104              | 103            | Hui Ju Wu        |

### Demi-finales
(Mercredi 18 août)
| Vainqueur      | Points Vainqueur | Points Perdant | Perdant           |
| -------------- | ---------------- | -------------- | ----------------- |
| Sung Hyun Park | 110              | 100            | Alison Williamson |
| Sung Jin Lee   | 104              | 98             | Shu Chi Yuan      |

### Match pour la3eplace
(Mercredi 18 août)
| Vainqueur         | Points Vainqueur | Points Perdant | Perdant      |
| ----------------- | ---------------- | -------------- | ------------ |
| Alison Williamson | 105              | 104            | Shu Chi Yuan |

### Finale
(Mercredi 18 août)
| Vainqueur      | Points Vainqueur | Points Perdant | Perdant      |
| -------------- | ---------------- | -------------- | ------------ |
| Sung Hyun Park | 110              | 108            | Sung Jin Lee |

## Épreuve par équipes hommes
L'épreuve se déroule le 21 août 2004 au Stade Panathinaïko.

### Podium
| Médaille | Médaille d'or, Jeux olympiques | Médaille d'argent, Jeux olympiques | Médaille de bronze, Jeux olympiques |
| -------- | ------------------------------ | ---------------------------------- | ----------------------------------- |
| Pays     | Corée du Sud                   | Taipei chinois                     | Ukraine                             |

### 1ertour
| Vainqueur  | Points Vainqueur | Points Perdant | Perdant |
| ---------- | ---------------- | -------------- | ------- |
| Pays-Bas   | 244              | 234            | Mexique |
| Japon      | 254              | 241            | France  |
| Ukraine    | 243              | 225            | Grèce   |
| États-Unis | 246              | 242            | Suède   |
| Australie  | 248              | 236            | Inde    |

### Quarts de finale
| Vainqueur    | Points Vainqueur | Points Perdant | Perdant   |
| ------------ | ---------------- | -------------- | --------- |
| Taïwan       | 250              | 247            | Australie |
| États-Unis   | 243              | 240            | Italie    |
| Corée du Sud | 250              | 249            | Pays-Bas  |
| Ukraine      | 242              | 236            | Japon     |

### Demi-finales
| Vainqueur    | Points Vainqueur | Points Perdant | Perdant    |
| ------------ | ---------------- | -------------- | ---------- |
| Taïwan       | 244              | 235            | États-Unis |
| Corée du Sud | 242              | 239            | Ukraine    |

### Match pour la3eplace
| Vainqueur | Points Vainqueur | Points Perdant | Perdant    |
| --------- | ---------------- | -------------- | ---------- |
| Ukraine   | 237              | 235            | États-Unis |

### Finale
| Vainqueur    | Points Vainqueur | Points Perdant | Perdant |
| ------------ | ---------------- | -------------- | ------- |
| Corée du Sud | 251              | 245            | Taïwan  |

## Épreuve par équipes femmes
L'épreuve se déroule le 20 août 2004 au Stade Panathinaïko.

### Podium
| Médaille | Médaille d'or, Jeux olympiques | Médaille d'argent, Jeux olympiques | Médaille de bronze, Jeux olympiques |
| -------- | ------------------------------ | ---------------------------------- | ----------------------------------- |
| Pays     | Corée du Sud                   | Chine                              | Taipei chinois                      |

### 1ertour
| Vainqueur | Points Vainqueur | Points Perdant | Perdant     |
| --------- | ---------------- | -------------- | ----------- |
| Grèce     | 230              | 227            | États-Unis  |
| France    | 226              | 224            | Pologne     |
| Inde      | 230              | 228            | Royaume-Uni |
| Chine     | 248              | 233            | Australie   |
| Ukraine   | 244              | 234            | Turquie     |
| Allemagne | 238              | 234            | Russie      |
| Taïwan    | 240              | 226            | Japon       |

### Quarts de finale
| Vainqueur    | Points Vainqueur | Points Perdant | Perdant   |
| ------------ | ---------------- | -------------- | --------- |
| Taïwan       | 233              | 230            | Allemagne |
| Chine        | 241              | 230            | Ukraine   |
| Corée du Sud | 244              | 232            | Grèce     |
| Chine        | 248              | 233            | Australie |
| France       | 228              | 227            | Inde      |

### Demi-finales
| Vainqueur    | Points Vainqueur | Points Perdant | Perdant |
| ------------ | ---------------- | -------------- | ------- |
| Corée du Sud | 249              | 234            | France  |
| Chine        | 230              | 226            | Taïwan  |

### Match pour la3eplace
| Vainqueur | Points Vainqueur | Points Perdant | Perdant |
| --------- | ---------------- | -------------- | ------- |
| Taïwan    | 240              | 228            | France  |

### Finale
| Vainqueur    | Points Vainqueur | Points Perdant | Perdant |
| ------------ | ---------------- | -------------- | ------- |
| Corée du Sud | 241              | 240            | Chine   |